# Рассоховатое (Полтавская область)
Рассоховатое (укр. Розсохувате) — село,
Поточанский сельский совет,
Решетиловский район,
Полтавская область,
Украина.
Село ликвидировано в 1986 году.

## Географическое положение
Село Рассоховатое находится на расстоянии в 3 км от сёл Плоское, Мирное и Давыдовка (Новосанжарский район).

## История
- 1986 — село ликвидировано[1].